# Batalla de Raban
La Batalla de Raban fue un enfrentamiento que se libró en el otoño de 958 cerca de la fortaleza de Raban (en el norte de la Siria moderna) entre el ejército bizantino, dirigido por Juan Tzimisces (más tarde emperador entre 969 y 976), y las fuerzas del Emirato hamdánida de Alepo bajo el emir Sayf al-Dawla (r. 945–967). La batalla fue una gran victoria para los bizantinos, y contribuyó a la desaparición del poder militar de hamdaníes, que a principios de la década de 950 había sido un gran desafío para Bizancio.   

## Antecedentes
En el período comprendido entre 945 y 967, el Emir hamdánida de Alepo, Sayf al-Dawla, fue el oponente más persistente de los bizantinos en su frontera oriental, en virtud de su control sobre la mayoría de las tierras fronterizas bizantino-musulmanas (Al-Awasim) y su compromiso con la yihad. Sayf al-Dawla ya había hecho campaña contra los bizantinos en 938 y 940, pero fue después del establecimiento de un gran dominio centrado en Alepo en 945, que empezó a enfrentarse a ellos anualmente. A pesar de la ventaja numérica de los bizantinos, la irrupción de los hamdaníes frustró una ofensiva bizantina que se venía desarrollando desde mediados de los años 920 que ya había dado lugar a la caída de Malatya (934), Arsamosata (940) y Erzurum (949).
Su principal oponente durante este período fue el general bizantino Bardas Focas. Después de algunos fracasos iniciales, Sayf al-Dawla rápidamente estableció su supremacía: en 953, derrotó a Bardas cerca de la ciudad de Marash. Las expediciones lideradas por Bardas en los dos años siguientes también fueron derrotadas, lo que permitió a Sayf al-Dawla rehacer la fortificación de su zona fronteriza y fortalecerla contra nuevos ataques bizantinos. Utilizando su caballería ligera para evadir a los bizantinos más lentos, Sayf al-Dawla también pudo lanzar incursiones destructivas en las profundidades del territorio bizantino; sin embargo, sus incursiones evitaron las posiciones fortificadas y no pudo desafiar el control bizantino efectivo sobre sus recientes conquistas. Sin embargo, después de 955, la situación comenzó a cambiar: el ineficaz Bardas Focas fue despedido y reemplazado por su hijo más capaz, Nicéforo, que resultó mucho más eficaz y competente. El nuevo liderazgo bizantino, que incluía al hermano de Nicéforo, León Focas y su sobrino Juan Tzimisces, permitieron una estrategia más agresiva y comenzó a incursionar en el territorio enemigo.

## Las incursiones de Tzimiskes y la batalla de Raban
En la primavera de 956, Sayf al-Dawla se adelantó a Tzimisces en un asalto planeado contra Amida en la Mesopotamia superior e invadió primero el territorio bizantino. Tzimisces entonces se apoderó de un paso en la retaguardia de Sayf al-Dawla y lo atacó durante su regreso. La dura batalla, librada en medio de lluvias torrenciales, resultó en una victoria musulmana ya que Tzimisces perdió a 4.000 hombres. Al mismo tiempo, sin embargo, León Focas invadió Siria y derrotó y capturó al primo de Sayf al-Dawla. En 957, Nicéforo conquistó y arrasó la fortaleza de Hadath, y en la primavera siguiente, Tzimisces invadió la Mesopotamia superior. Allí, capturó la fortaleza de Dara y obtuvo una aplastante victoria cerca de Amida sobre un ejército liderado por uno de los lugartenientes de Sayf al-Dawla, el circasiano Nadja. De los 10.000 soldados de Nadja, murieron la mitad y Tzimisces capturó a más de la mitad de los supervivientes.
En junio Tzimisces, reforzado con las tropas de Basilio Lecapeno, asaltó Samosata y la fortaleza de Raban al sur de Hadath. Fue allí cuando Sayf al-Dawla y Tzimisces se enfrentaron. La batalla que siguió (que tuvo lugar entre el 18 de octubre y el 15 de noviembre de 958) fue muy reñida, finalmente se impusieron los bizantinos. Muchos camaradas y cortesanos de Sayf al-Dawla cayeron en la persecución, mientras que más de 1.700 hombres de su caballería fueron capturados y enviados a Constantinopla para ser exhibidos en un desfile triunfal.

## Consecuencias
La victoria en Raban permitió a los bizantinos ganar terreno a costa de los hamdaníes. Su éxito también les permitió mantener el control de Samosata, lo que significaba que habían atravesado la zona fronteriza fortificada que protegía el norte de Siria. Sin embargo, el gobernante de los hamdaníes seguía controlando un potente ejército y era capaz de lanzar incursiones en territorio bizantino, hasta que sufrió una derrota definitiva en la batalla de Andrassos en noviembre de 960 a manos de León Focas. A partir de entonces, fue doblegado el poder militar de los hamdaníes, Cilicia fue anexionada por los bizantinos en 964–965 y la propia Alepo fue capturada brevemente por los bizantinos en 962.